# Торлейф Геуг
Торлейф Геуг (норв. Thorleif Haug; 29 вересня 1894, Лієр — 12 грудня 1934, Драммен) — норвезький двоборець, лижник і стрибун із трампліна, триразовий олімпійський чемпіон і призер чемпіонату світу. Визнаний лідер світового лижного спорту початку 1920-х років.

## Кар'єра
На Олімпійських іграх 1924 року в Шамоні виступав у лижних перегонах, двоборстві та стрибках з трампліна. У двоборстві завоював золоту медаль, на 0,687 бала обійшовши свого співвітчизника Торальфа Стремстада. У лижних перегонах виступав в обох дисциплінах програми, перегонах на 18 км і 50 км. У перегонах на 18 км завоював золоту медаль, на 1 хвилину 20 секунд вигравши Йогана Греттумсбротена. У перегонах на 50 км так само став переможцем, майже на дві хвилини випередивши Торальфа Стремстада. У стрибках з трампліна став співучасником одного з найбільш курйозних і в той же час драматичних епізодів в історії олімпійського руху. Спочатку Геуг був оголошений бронзовим призером, але через 50 років норвезький історик спорту Якоб Вог виявив помилку у суддівських протоколах, в результаті чого Геуг став четвертим, а бронзовим медалістом став американець норвезького походження Андерс Гауген. За свідченням іншого норвезького лижника, Нарве Бонни, Геуг сам визнавав що бронзову медаль потрібно було присудити Гаугену. Бронзова медаль була передана 86-річному Гаугену, дочкою Геуга (так як сам Геуг до того часу був давно мертвий) 12 вересня 1974 року на спеціально організованої церемонії в Осло.
На чемпіонаті світу 1926 року Геуг завоював срібло у двоборстві.
З 1919 по 1924 роки Геуг 9 разів перемагав на Голменколленському лижному фестивалі, найбільшому лижному змаганні того часу, 6 разів він перемагав в лижних гонках і 3 рази в двоборстві.
Торлейф Геуг був одружений та мав двох дочок. Працював сантехніком у муніципалітеті Драммен. Помер від пневмонії у 1934 році.

## Пам'ять
У 1946 році скульптор Пер Палле Сторм виконав пам'ятник Геугові в місті Драммен. В Осло є вулиця Геуга, а на батьківщині лижника з 1966 року проводять лижну гонку його імені.

## Нагороди

### Лижні Перегони
- Олімпійський чемпіон у перегонах на 18 км: 1924
- Олімпійський чемпіон у перегонах на 50 км: 1924
- Чемпіон Норвегії з лижних перегонів на 30 км: 1920, 1921
- Переможець Голменколленського лижного фестивалю : 1918, 1919, 1920, 1921, 1923, 1924

### Лижне двоборство
- Олімпійський чемпіон: 1924
- Срібний призер Чемпіонату світу: 1926
- Чемпіон Норвегії: 1922
- Срібний призер Чемпіонату Норвегії: 1918
- Бронзовий призер Чемпіонату Норвегії: 1915, 1917, 1919, 1926
- Переможець Голменколленського лижного фестивалю: 1919, 1920, 1921
- Срібний призер Голменколленського лижного фестивалю: 1923
- Бронзовий призер Голменколленського лижного фестивалю: 1916, 1924, 1926